# Механическое движение
Механи́ческим движе́нием называют изменение пространственного положения тела или его частей относительно других тел с течением времени. 
При этом взаимодействие тел приводит к изменению их скоростей или к их деформации. Механическое движение изучает механика. Раздел механики, в котором изучаются геометрические свойства движения точки или тела вне зависимости от их массы и причин, вызывающих это движение, называется кинематикой; причины же движения изучает динамика.
В более общем значении движением называют изменение состояния физической системы с течением времени. Например, можно говорить о движении волны в среде.

## Относительность движения
Для описания движения следует выбрать систему отсчёта, состоящую из системы координат (для указания положения в пространстве) и часов (для указания времени). Вообще говоря, движение тела зависит от выбора системы отсчёта, т.е. относительно. Не указав систему отсчёта, не имеет смысла говорить о движении.

## Виды механического движения
Механическое движение можно рассматривать для разных механических объектов:
- Движение материальной точки полностью определяется изменением её координат во времени (например, для плоскости — изменением абсциссы и ординаты). Изучением этого занимается кинематика точки. В частности, важными характеристиками движения являются траектория материальной точки, перемещение, скорость и ускорение.
  - Прямолинейное движение точки (когда она всегда находится на прямой, скорость параллельна этой прямой)
  - Криволинейное движение — движение точки по траектории, не представляющей собою прямую, с произвольным ускорением и произвольной скоростью в любой момент времени (например, движение по окружности).
- Движение твёрдого тела складывается из движения какой-либо его точки (например, центра масс) и вращательного движения вокруг этой точки. Изучается кинематикой твёрдого тела.
  - Если вращение отсутствует, то движение называется поступательным и полностью определяется движением выбранной точки. Движение при этом не обязательно является прямолинейным.
  - Для описания вращательного движения — движения тела относительно выбранной точки, например закреплённого в точке, — используют Углы Эйлера. Их количество в случае трёхмерного пространства равно трём.
  - Также для твёрдого тела выделяют плоское движение — движение, при котором траектории всех точек лежат в параллельных плоскостях, при этом оно полностью определяется одним из сечений тела, а сечение тела — положением любых двух точек.
- Движение сплошной среды. Здесь предполагается, что движение отдельных частиц среды довольно независимо друг от друга (обычно ограничено лишь условиями непрерывности полей скорости), поэтому число определяющих координат бесконечно (неизвестными становятся функции).

## Геометрия движения
- По прямой
- По окружности (см. Первая космическая (круговая) скорость);
- По эллипсу;
- По параболе (см. Вторая космическая (параболическая) скорость), под действием однородного гравитационного поля;
- По гиперболе;
- Равномерное движение;
  - Квадратриса;
  - Кривая погони. Эволюта (огибающая нормалей) трактрисы: {\displaystyle y(x)=a~\operatorname {ch} {\frac {x}{a}}} (цепная линия, поверхность которой — катеноид);
- Под действием однородного гравитационного поля;
  - Кривая скорейшего спуска;
  - Лемниската Бернулли: материальная точка, движущаяся по кривой под действием однородного гравитационного поля, пробегает дугу за то же время, что и соответствующую хорду. При этом ось лемнискаты составляет угол {\displaystyle 45^{\circ }} с вектором напряжённости поля, а центр лемнискаты совпадает с исходным положением движущейся точки.